# Пруцналь, Анна
Анна Пруцналь (пол. Anna Magdalena Prucnal-Michaud; род. 1 января 1940, Варшава) — польская и французская актриса театра и кино, певица и автор песен. Исполнительница главных ролей в фильмах «Беспокойная племянница», «Сладкий фильм», «Город женщин».

## Биография
Родилась официально 1 января 1940 года (согласно собственным изысканиям, 17 декабря 1939) в оккупированной Варшаве. Предки матери из рода князей Лещинских, отец, по словам матери, наполовину еврей или цыган. В условиях оккупации отец участвовал в движении Сопротивления, спасал людей, готовя поддельные документы. Согласно Пруцналь, передающей рассказы матери, отец был ранен во время облавы, добрался домой, но другие подпольщики, опасаясь, что он может их выдать при аресте и допросе, отравили его. Анна осталась сиротой меньше чем в годовалом возрасте.
Выросла в коммунистической Польше. Училась музыке в Высшей государственной музыкальной школе (Варшава), экстерном экзамены на актёрскую специальность. С начала 1960-х годов Пруцналь играла в театре-кабаре СТС, где познакомилась с Анджеем Ярецким, ставшим её первым мужем. В этом браке родился сын Пётр. Снималась также в телевизионных программах, в 1963 году сыграла главную роль в художественном фильме «Беспокойная племянница», после которой у молодой актрисы сложилась репутация «польской Одри Хепбёрн». Продолжала обучение актёрскому мастерству в «Комише опер» (Берлин) у Вальтера Фельзенштейна, с середины 1960-х годов играла в театрах и кино ГДР.
В годы жизни в ГДР познакомилась с французским писателем и театральным деятелем Жаном Мишо (Майяном). В 1970 году, на фоне декабрьских волнений в Польше, уехала во Францию, где жила с Майяном, ушедшим с двумя детьми от предыдущей жены. На первых порах, плохо зная французский язык, возобновила карьеру певицы, сначала в музыкальном театре Анже, а затем в Лионской национальной опере. Завоевала известность во Франции ролями в операх Клода Пре.
К 1974 году вернулась в драматический театр, выступала в Авиньоне. В том же году сыграла одну из главных ролей в провокационной ленте Душана Макавеева «Сладкий фильм», содержавшей резкую сатиру на революционные и коммунистические идеологические стереотипы. В результате польские власти лишили Пруцналь гражданства, которое она тщетно пыталась вернуть даже в начале 2000-х годов, после ликвидации коммунистического режима на родине.
В дальнейшем сотрудничала с такими ведущими режиссёрами, как Хорхе Лавелли, Жорж Вильсон, Роже Планшон, Жак Лассаль. Известности Пруцналь на Западе способствовала также ведущая роль в фильме Федерико Феллини. По воспоминаниям актрисы, режиссёр нашёл её в поисках подходящего лица для партнёрши Марчелло Мастроянни, готовясь к съёмкам картины «Город женщин». В дни съёмок Феллини лично гримировал актрису и однажды заявил ей: «Мне нужна не ты, а твоё лицо». Тем не менее они сохранили хорошие отношения и после выхода фильма.
Впервые после долгого перерыва посетила Польшу в группе сопровождения французского президента Франсуа Миттерана в ходе его официального визита в эту страну. Продолжала актёрскую карьеру до конца первого десятилетия XXI века. Записала ряд вокальных альбомов в период с 1979 по 2002 год. В репертуар исполнительницы входили песни на слова писавших специально для неё Жана Майяна и шансонье Жоржа Мустаки, а также Александра Вертинского, Владимира Маяковского, Булата Окуджавы. Выступала с концертами в Париже, Канаде, Бельгии и Японии.

## Фильмография
| Год  |     | Русское название                               | Оригинальное название                            | Роль             |
| ---- | --- | ---------------------------------------------- | ------------------------------------------------ | ---------------- |
| 1962 | ф   | Солнце и тень                                  | Slantzeto i syankata                             | девушка          |
| 1963 | ф   | Новогодняя ночь                                | Przygoda noworoczna                              | Кристина         |
| 1963 | ф   | Беспокойная племянница                         | Smarkula                                         | Крыся Ковальская |
| 1964 | ф   | Летучий голландец                              | Der fliegende Holländer                          | Сента            |
| 1966 | ф   |                                                | Reise ins Ehebett                                | Ева              |
| 1968 | кор | Слоёный пирог                                  | Przekładaniec                                    | невестка Фокса   |
| 1968 | с   | Путь по всей стране                            | Wege übers Land                                  | Штеффа           |
| 1969 | ф   |                                                | Nowy                                             | секретарша       |
| 1969 | ф   | На пути к Ленину                               | Unterwegs zu Lenin                               | телефонистка     |
| 1971 | с   |                                                | Salut Germain                                    | Лилиан Кранц     |
| 1972 | ф   | Элле                                           | Hellé                                            |                  |
| 1974 | ф   | Сладкий фильм                                  | Sweet Movie                                      | Анна Планета     |
| 1976 | ф   | Дракула — отец и сын                           | Dracula père et fils                             |                  |
| 1978 | с   | Гражданские войны во Франции — Кровавая неделя | Guerres civiles en France — La semaine sanglante |                  |
| 1978 | ф   | Досье на 51-го                                 | Le Dossier 51                                    | Сара Робски      |
| 1979 | ф   |                                                | Mais ou et donc Ornicar                          | Аньес            |
| 1979 | ф   | Бастьен, Бастьенна                             | Bastien, Bastienne                               |                  |
| 1980 | ф   | Город женщин                                   | La città delle donne                             | Сюзанна          |
| 1981 | ф   | Снег                                           | Neige                                            | Ванда Валье      |
| 1981 | ф   |                                                | L'Ogre de Barbarie                               | Галинка          |
| 1983 | тф  |                                                | L'Homme qui aimait deux femmes                   | Жюли             |
| 1989 | с   |                                                | V comme vengeance — Un amour tardif              |                  |
| 1991 | ф   | Гражданин мира                                 | Obywatel świata                                  | певица в доме    |
| 1993 | ф   | Лучше быть красивой и богатой                  | Lepiej być piękną i bogatą                       | жена патрона     |
| 1994 | ф   | Вороны                                         | Wrony                                            | учительница      |
| 1997 | ф   | Секс, любовь и математика                      | C'est la tangente que je préfère                 | блондинка        |
| 2001 | ф   | Стадион Уимблдон                               | Le Stade de Wimbledon                            | блондинка        |